# Перья (река)
Перья — река в России, протекает в Любимском районе Ярославской области. Устье реки находится в 50 км по правому берегу реки Кострома от её устья. Длина реки составляет 24 км, площадь бассейна — 110 км².
Крупнейший приток — Кореш (1,8 км от устья).
Сельские населённые пункты около реки: Гришино, Анциферово, Ларино, Бедарево, Дорок, Деревеньки, Касьяново, Семендяево, Ивановское, Нагорское, Перья.

## Данные водного реестра
По данным государственного водного реестра России относится к Верхневолжскому бассейновому округу, водохозяйственный участок реки — Кострома от истока до водомерного поста у деревни Исады, речной подбассейн реки — Волга ниже Рыбинского водохранилища до впадения Оки. Речной бассейн реки — (Верхняя) Волга до Куйбышевского водохранилища (без бассейна Оки).
Код объекта в государственном водном реестре — 08010300112110000013028.